# A3チャンピオンズカップ2005
A3チャンピオンズカップ2005（英: A3 Champions Cup 2005）は、2005年2月13日から2月19日にかけて、韓国の済州ワールドカップ競技場で行われた第3回目のA3チャンピオンズカップである。水原三星ブルーウィングスが優勝した。

## 大会名称
日産自動車が冠スポンサーとなり、A3 NISSAN CHAMPIONS CUP 2005として開催された。

## 出場クラブ
| 出場クラブ               | 出場資格                     | 出場回数 |
| ------------------------ | ---------------------------- | -------- |
| 水原三星ブルーウィングス | 2004年Kリーグ優勝            | 初出場   |
| 浦項スティーラース       | 2004年Kリーグ準優勝          | 初出場   |
| 深圳健力宝               | 2004年中国スーパーリーグ優勝 | 初出場   |
| 横浜F・マリノス          | 2004年Jリーグ優勝            | 2回目    |

## 開催方式
2005年のA3チャンピオンズカップの開催方式は以下の通りである。
- 出場クラブは2004年度のJリーグ、Kリーグ、中国スーパーリーグ（CSL）の各リーグ優勝クラブ、および開催国枠としてKリーグ準優勝クラブの4クラブである。
- 済州ワールドカップ競技場を会場とし、4クラブによる総当りリーグ戦を行う。
- 勝ち点の多いクラブを上位とし、順位を決定する。勝ち点が同じチームが出た場合の順位の付け方は以下の通りである。

1. 得失点差
2. 総得点数
3. 該当チーム間の対戦成績

上記でも順位が決定しない場合は同一順位とする。

## 結果
2005年2月13日・16日・19日に2試合ずつ行われた。前回の大会ではAFCチャンピオンズリーグと日程が重なるという問題があったが、今回はAFCチャンピオンズリーグが3月以降に移ったため、問題は解消された。
水原三星と横浜が1勝1分けで並び、最終戦の直接対決では勝利した方が優勝となる大一番となったが、水原三星はブラジル人FWナジソンの2得点などで横浜を破り、初優勝。韓国Kリーグ勢が大会連覇を飾った。ナジソンは全試合で2得点ずつの計6得点をあげ、2位と4点差をつけて文句なしの得点王となった。
| 順 | チーム                   | 試 | 勝 | 分 | 敗 | 得 | 失 | 差 | 点 |
| -- | ------------------------ | -- | -- | -- | -- | -- | -- | -- | -- |
| 1  | 水原三星ブルーウィングス | 3  | 2  | 1  | 0  | 8  | 4  | +4 | 7  |
| 2  | 浦項スティーラース       | 3  | 1  | 2  | 0  | 5  | 3  | +2 | 5  |
| 3  | 横浜F・マリノス          | 3  | 1  | 1  | 1  | 4  | 4  | 0  | 4  |
| 4  | 深圳健力宝               | 3  | 0  | 0  | 3  | 1  | 7  | −6 | 0  |

| 2005年2月13日 13:30 |

| 浦項スティーラース | 1 - 1 | 横浜F・マリノス |
| サントス 64分      |       | 清水範久 3分    |

| 済州ワールドカップ競技場（済州） |

| 2005年2月13日 16:00 |

| 深圳健力宝 | 1 - 3 | 水原三星ブルーウィングス        |
| 楊晨 6分   |       | ナジソン 3分, 26分 · 金大儀 5分 |

| 済州ワールドカップ競技場（済州） |

| 2005年2月16日 16:30 |

| 横浜F・マリノス               | 2 - 0 | 深圳健力宝 |
| 上野良治 46分 · 熊林親吾 63分 |       |            |

| 済州ワールドカップ競技場（済州） |

| 2005年2月16日 19:00 |

| 水原三星ブルーウィングス | 2 - 2 | 浦項スティーラース                       |
| ナジソン 27分, 30分      |       | Moon Min-Kui 81分 · Back Young-Chul 89分 |

| 済州ワールドカップ競技場（済州） |

| 2005年2月19日 13:30 |

| 水原三星ブルーウィングス          | 3 - 1 | 横浜F・マリノス |
| ナジソン 16分, 85分 · 金東炫 51分 |       | 大島秀夫 20分   |

| 済州ワールドカップ競技場（済州） |

| 2005年2月19日 16:00 |

| 浦項スティーラース                      | 2 - 0 | 深圳健力宝 |
| ダ・シルヴァ 9分 · Back Young-Chul 88分 |       |            |

| 済州ワールドカップ競技場（済州） |

## 優勝クラブ
| A3チャンピオンズカップ2005優勝  |
| ------------------------------- |
| 大韓民国の旗                    |
| 水原三星ブルーウィングス 初優勝 |

## 表彰
| 表彰名     | 選手名   | 所属クラブ               | 備考  |
| ---------- | -------- | ------------------------ | ----- |
| 大会MVP    | ナジソン | 水原三星ブルーウィングス | 優勝  |
| 大会得点王 | ナジソン | 水原三星ブルーウィングス | 6得点 |